# Zdzisław Jaskóła
Zdzisław Jaskóła (ur. 1930 w Katowicach, zm. 31 marca 2018) – polski konstruktor, docent na Wydziale Mechanicznym Energetycznym Politechniki Śląskiej, w okresie 1990–1994 przewodniczący Rady Miejskiej w Katowicach. 

## Życiorys
Urodził się w 1930 roku w Katowicach. W 1956 roku ukończył studia na Wydziale Mechanicznym Politechniki Śląskiej, a w latach 1955–1962 pracował w branży przemysłowej jako konstruktor. Od 1962 roku był starszym asystentem w Katedrze Podstaw Konstrukcji Maszyn, gdzie w 1966 roku obronił doktorat pod kierownictwem prof. Janusza Dietrycha.
W 1971 roku objął stanowisko docenta, a w latach 1973–1975 był kierownikiem studiów wieczorowych na Wydziale Mechanicznym Energetycznym. W latach 1977–1979 pełnił funkcję zastępcy dyrektora Instytutu Podstaw Konstrukcji Maszyn, a w latach 1980–1984 zastępcy dyrektora oraz p.o. dyrektora w Instytucie Kotłów, Siłowni Cieplnych i Jądrowych, a następnie w Zespole Podstaw Konstrukcji Maszyn Energetycznych w Instytucie Maszyn i Urządzeń Energetycznych. W latach 1987–1990 był prodziekanem na Wydziale Mechanicznym Energetycznym. W pracy naukowej zajmował się badaniami konstrukcji metodami akustycznymi.
W wyborach samorządowych 27 maja 1990 roku uzyskał mandat radnego Rady Miejskiej w Katowicach starując z Komitetu Obywatelskiego „Solidarność”, zdobywając 1 347 ważnych głosów w okręgu wyborczym nr 4. 7 czerwca tego samego roku został wybrany przez Radę Miejską na jej przewodniczącego. W tym czasie był także członkiem Związku Górnośląskiego. Bezskutecznie ubiegał się o reelekcję w wyborach samorządowych 19 czerwca 1994 roku, startując z list Katowickiego Porozumienie Samorządowego w okręgu wyborczym nr 4. Uzyskał wtedy 120 ważnych głosów. 30 czerwca 1994 roku Rada Miejska Katowic wybrała na nowego przewodniczącego Franciszka Kotulskiego.
Zmarł 31 marca 2018. Został pochowany na cmentarzu przy ulicy Francuskiej w Katowicach.

## Wybrane publikacje
- Zdzisław Jaskóła, Wielkości akustyczne podstawą stosunku niektórych cech konstrukcyjnych, Gliwice: Zakład Graficzny Politechniki Śląskiej, 1963 (pol.). Brak numerów stron w książce[9]
- Zdzisław Jaskóła, Tadeusz Gawryś, Metodyka prowadzenia zaliczeń i egzaminów z podstaw konstrukcji maszyn na studiach wieczorowych i zaocznych, Gliwice: Ośrodek Metodyczny Wyższych Studiów Technicznych dla Pracujących, 1973 (pol.). Brak numerów stron w książce[10]
- Zdzisław Jaskóła, Podstawy konstrukcji maszyn : badania nośności przekładni zębatych ogólnego przeznaczenia, Gliwice: Dział Wydawnictw Politechniki Śląskiej, 1977 (pol.). Brak numerów stron w książce[11]

## Odznaczenia
- Złoty Krzyż Zasługi[1]
- Medal Komisji Edukacji Narodowej[1]
- Medal „Zasłużony dla Politechniki Śląskiej”[1]